# Антонов Ан-71
„Антонов Ан-71“ (наименование в НАТО: „Madcap“) е съветски разузнавателен самолет, предназначен да служи на самолетоносача „Адмирал Кузнецов“. Конструкцията му е базирана на Ан-72.
Разработката никога не преминава фазата на прототип. Първият полет е направен на 12 юли 1985 г.
„Ан-71“ е отхвърлен като проект в полза на „Як-44“, който по-късно също е отказан заедно със самолетоносача „Уляновск“ малко след разпадането на СССР.